# Чапома
Чапома (рус. Чапома) руска је река која протиче источним делом Мурманске области, односно југоисточним делом Кољског полуострва. Протиче преко територија Ловозерског и Терског рејона, а улива се у Бело море на његовој Терској обали.
Укупна дужина водотока је 113 км, површина сливног подручја око 1.110 км², а просечан проток у зони ушћа око 12,54 м³/с. Максималан водостај је у пролеће, у периоду мај-јун када долази до топљења снега и леда, док је најнижи водостај од децембра до априла када је река под ледом. Највиши водостај забележен је у мају 1975. када је просечан проток износио 113 м³/с.
На неких 12 километара узводно од њеног ушћа у Бело море налази се Чапомски водопад, један од највиших водопада на подручју руског севера. Чине га 4 наизменичне каскаде, а највиша међу њима има висину од око 20 метара. Укупна висина водопада је око 30 метара. Одлуком владе Мурманске области од 15. јануара 1986. водопад и подручје око њега површине 200 хектара уврштен је на листу заштићених природних добара у рангу споменика природе (IUCN категорија III).
Река Чапома је значајно мрестилиште за атлантског лососа, а такође је доста богата поточним пастрмкама. На реци је развијен организовани спортски риболовни туризам.
Једино насељено место на њеним обалама је село Чапома са 80 становника.